# Havskärs örarna
Havskärs örarna är öar i Finland.   De ligger i kommunen Pargas i den ekonomiska regionen  Åboland  och landskapet Egentliga Finland, i den sydvästra delen av landet, 210 km väster om huvudstaden Helsingfors.
Terrängen på Havskärs örarna är varierad.